# Royal Lakes
Royal Lakes é uma vila localizada no estado americano de Illinois, no Condado de Macoupin.

## Demografia
Segundo o censo americano de 2000, a sua população era de 190 habitantes.
Em 2006, foi estimada uma população de 189, um decréscimo de 1 (-0.5%).

## Geografia
De acordo com o United States Census Bureau tem uma área de
1,3 km², dos quais 1,2 km² cobertos por terra e 0,1 km² cobertos por água.

## Localidades na vizinhança
O diagrama seguinte representa as localidades num raio de 16 km ao redor de Royal Lakes.